# 週刊さんまとマツコ
『週刊さんまとマツコ』（しゅうかんさんまとマツコ）は、2021年4月18日より、TBS系列で放送されているトークバラエティ番組。明石家さんまとマツコ・デラックスの冠番組でもある。
放送時間は以下の通り。いずれもJST。
- 毎週日曜 18:30 - 19:00（開始当初 - 2022年3月13日放送分）
- 同 13:30 - 13:57[3]（2022年4月10日放送分 - 2023年3月26日放送分）
- 同 13:00 - 13:27（2023年4月2日放送分 - ）

## 概要
明石家さんまとマツコ・デラックスの2人が、型に収まらずに思う存分しゃべり倒すことを目指すトーク番組。さんまとマツコのトークという基本部分を除き、週によって放送内容は異なり、俳優などのゲストの私生活を掘り下げるものから、企業経営者にサクセスストーリーを面白おかしく聞き出すものまでさまざまである。
明石家さんまがTBSテレビにレギュラー番組を持つのは、同じ日曜の『さんまのSUPERからくりTV』以来約6年ぶり、明石家さんまとマツコ・デラックスが番組で共演するのはマツコが2020年9月に降板した『ホンマでっか!?TV』（フジテレビ系列）以来となる。
本番組の立ち上げについては、前出の『ホンマでっか!?TV』でマツコが降板する際に、マツコ側から「なにか一緒にやりたい」という希望があったことが発端となっている。これを受けてさんまと「どっかで何かやる?」という会話になったが、その際にマツコがTBSテレビプロデューサーの江藤俊久の名前を挙げたことをきっかけに、さんまが吉本興業を介さずに直談判するなど話が進み、すぐに番組の立ち上げが決まったという。この当時の江藤は、TBSテレビコンテンツ制作局バラエティ制作2部のチーフプロデューサー（現：バラエティ制作1部部長代理）であり、過去には『さんま・玉緒のお年玉あんたの夢をかなえたろかスペシャル』や『明石家さんまの爆笑!ご長寿グランプリ』、『マツコの知らない世界』など、両名それぞれの冠番組を手がけていたという縁もあった。
初回収録では、さんまが磯野波平、マツコがフグ田サザエと、当時の裏番組である『サザエさん』（フジテレビ系列）の登場人物にそれぞれ扮してのトークが繰り広げられた。

## 出演者

### MC
- 明石家さんま
- マツコ・デラックス

### 進行プレゼンター
- 川島明（麒麟）
- 吉村崇（平成ノブシコブシ）

### ナレーション
ナレーションは週替りにて担当。
- 矢崎由紗[注釈 1]
- 今川柊稀
- 伊達淳彦

過去
- 橋詰知久（2021年8月15日）
- 豊田綾乃（TBSアナウンサー、2021年7月11日 - ）

## 放送リスト

### 2021年
| 放送回 | 放送日   | 企画                                                     | ゲスト・進行                                                       | 備考                   |
| ------ | -------- | -------------------------------------------------------- | ------------------------------------------------------------------ | ---------------------- |
| #1     | 4月18日  | 楽屋での様子を観察                                       | 今田耕司、蛍原徹、（宮川大輔）                                     |                        |
| #2     | 5月2日   | 約半年ぶりの再会!                                        |                                                                    |                        |
| #3     | 5月17日  | お弁当対決! 前編                                         |                                                                    |                        |
| #4     | 5月23日  | お弁当対決! 完結編                                       |                                                                    |                        |
| #5     | 5月30日  | 芸能人ランキング                                         |                                                                    |                        |
| #6     | 6月6日   | TBSで初共演!伝説の番組を振り返る                         | 真島茂樹、山咲トオル                                               |                        |
| #7     | 6月13日  | 真剣!?お悩み相談                                         | 野村彩也子、かみちぃ                                               |                        |
| #8     | 6月20日  | マツコのかわいい動画を撮ってみた                         |                                                                    | Paraviでの配信は無し。 |
| #9     | 6月27日  | TBS男性アナウンサーがさんまマツコにお悩み相談            | 国山ハセン、渡部峻                                                 |                        |
| #10    | 7月4日   | 予言漫画"私が見た末来"を解説                             | Naokiman Show                                                      |                        |
| #11    | 7月11日  | プレゼント                                               | ISSA（DA PUMP）                                                    |                        |
| #12    | 7月18日  | 似顔絵                                                   |                                                                    |                        |
| #13    | 7月25日  | さんまマツコ終活ガチ相談                                 | 財前直見                                                           |                        |
| #14    | 8月15日  | ノブコブ吉村がさんまマツコにお悩み相談                   | 吉村崇（平成ノブシコブシ）                                         |                        |
| #15    | 9月5日   | そうめん茹でるな!? マツコも注目の75歳ユーチューバー      | 川原恵美子（田舎そば川原）                                         |                        |
| #16    | 9月12日  | 謎の通販CMで話題! 夢グループを徹底解明                   | 石田重廣（夢グループ社長）、保科有里（夢グループ）、川島明（麒麟） |                        |
| #17    | 9月19日  | MISIAがマツコと初対面! 実はさんまと仲良し…一体ナゼ       | MISIA                                                              |                        |
| #18    | 9月26日  | 木村拓哉が登場! アナタの家にも眠っているかもしれない特集 | 木村拓哉、近藤春菜（ハリセンボン）                                 |                        |
| #19    | 10月3日  | ジローラモがプレゼン! コロナ禍で豪華クルーザーが大人気!  | パンツェッタ・ジローラモ、吉村崇（平成ノブシコブシ）               |                        |
| #20    | 10月24日 | 週刊天海祐希                                             | 天海祐希、吉村崇（平成ノブシコブシ）                               |                        |
| #21    | 11月7日  | 逆バンジーを作った伝説の罰ゲーム会社・秋山メカの謎に迫る | 秋山メカステージ、川島明（麒麟）                                   |                        |
| #22    | 11月14日 | 街中でよく見る｢ひよこマークの車｣って何の会社?            | 玉子屋、川島明（麒麟）                                             |                        |
| #23    | 11月21日 | モノマネ                                                 | コロッケ、ホリ、ミラクルひかる                                     |                        |
| #24    | 11月28日 | ヴィンテージCM                                           | 清水ミチコ、吉村崇（平成ノブシコブシ）                             |                        |
| #25    | 12月5日  | 大反響!おばあちゃんYouTuber㊙バラパラ炒飯                | 川原恵美子（田舎そば川原）、近藤春菜（ハリセンボン）               |                        |
| #26    | 12月12日 | ヤンキーを一流企業に送り込むヤンキーインターンって何!?   | 勝山恵一、橋本茂人、川島明（麒麟）                                 |                        |

### 2022年
| 放送回 | 放送日   | 企画                                                                         | ゲスト・進行                                                                                           | 備考                                            |
| ------ | -------- | ---------------------------------------------------------------------------- | --- | ----------------------------------------------- |
| #27    | 1月16日  | お天気業界最前線                                                             | 石原良純、わぴちゃん、檜山沙耶、武藤彩芽、内田侑希、 吉村崇（平成ノブシコブシ）                        |                                                 |
| #28    | 1月23日  | 特集 カラオケ映像の謎に迫る                                                  | 阿佐ヶ谷姉妹（渡辺江里子・木村美穂）、吉村崇（平成ノブシコブシ）                                       |                                                 |
| #29    | 1月30日  | 緊急企画 今再評価されている2大バラドル島崎和歌子 磯山さやか大特集            | 磯山さやか、島崎和歌子、川島明（麒麟）                                                                 |                                                 |
| #30    | 2月13日  | 緊急企画 今再評価されている2大バラドル島崎和歌子 磯山さやか大特集            | 磯山さやか、島崎和歌子、川島明（麒麟）                                                                 |                                                 |
| #31    | 2月20日  | 通販会社・ポニーを大解剖                                                     | 有野晋哉（よゐこ）、近藤春菜（ハリセンボン）                                                           |                                                 |
| #32    | 2月27日  | 次世代芸人たちの新金儲けスタイル                                             | 鬼越トマホーク（坂井良多・金ちゃん）、チャド・マレーン、ひぐち君（髭男爵）、吉村崇（平成ノブシコブシ） |                                                 |
| #33    | 3月6日   | 伝説のファッションブランド! セーラーズの謎に迫る!                            | 三浦静加（セーラーズ創業者）、ビビる大木、川島明（麒麟）                                               |                                                 |
| #34    | 3月13日  | 謎の不動産会社ザ・リーヴを徹底解明!                                          | 佐藤和弘（ザ・リーヴ社長）、川島明（麒麟）                                                             | 日曜夕方枠かつ全国ネット放送最終回              |
| #35    | 4月10日  | 43年間サバイバル生活をしていた洞窟おじさん                                   | 加村一馬（洞窟おじさん）、川島明（麒麟）                                                               | 30分拡大スペシャル（13:00 - 13:57）として放送。 |
| #36    | 4月17日  | 誰にも触れられていない!? 忘れ去られた芸能ニュース                            | クリス松村、ゆうたろう、吉村崇（平成ノブシコブシ）                                                     |                                                 |
| #37    | 4月24日  | 誰にも触れられていない!? 忘れ去られた芸能ニュースPart2                       | クリス松村、ゆうたろう、吉村崇（平成ノブシコブシ）                                                     |                                                 |
| #38    | 5月1日   | 令和のママタレ最新事情                                                       | 若槻千夏、吉村崇（平成ノブシコブシ）                                                                   |                                                 |
| #39    | 5月8日   | ○○を集めすぎた夫婦                                                           | 平田智秋（ヴィトンラバー）、平田りえ（ヴィトン妻）、吉村崇（平成ノブシコブシ）                         |                                                 |
| #40    | 5月15日  | マスコミ業界がガン無視を決め込む2大激弱ニュース                              | やくみつる、川島明（麒麟）                                                                             |                                                 |
| #41    | 5月22日  | 緊急企画!このままでは経営破綻の危機? 夢グループの光と闇!                     | 石田重廣（夢グループ社長）、保科有里（夢グループ）、川島明（麒麟）                                     |                                                 |
| #42    | 5月29日  | 経営破綻の危機? 夢グループV字回復戦略に迫る!                                 | 石田重廣（夢グループ社長）、保科有里（夢グループ）、小牧勇太（夢グループ）、川島明（麒麟）             |                                                 |
| #43    | 6月5日   | 鬼越が徹底分析! アノ芸能人の代役はこの人だ2022                               | 鬼越トマホーク（坂井良多・金ちゃん）、吉村崇（平成ノブシコブシ）                                       |                                                 |
| #44    | 6月12日  | 今、名古屋で大ブレイク中! しおりさんってナニモノ!?                           | しおりさん（女装家）、川島明（麒麟）                                                                   |                                                 |
| #45    | 6月19日  | さんまに聞いて欲しい! アレク夫婦の真実                                       | アレクサンダー、川崎希、吉村崇（平成ノブシコブシ）                                                     |                                                 |
| #46    | 6月26日  | 武田真治オススメ! 今押さえておきたいマッチョ図鑑                             | 武田真治、吉村崇（平成ノブシコブシ）                                                                   |                                                 |
| #47    | 7月3日   | バラエティおんな戦国絵巻 迷えるバラエティ女子2人が登場!                      | 朝日奈央、菊地亜美、川島明（麒麟）                                                                     |                                                 |
| #48    | 7月10日  | 大人気YouTuber川原おばあちゃんの揚げないからあげ                             | 川原恵美子（田舎そば川原）、近藤春菜（ハリセンボン）                                                   |                                                 |
| #49    | 7月24日  | 芸人の聖地は中野にあらず! 芸人居住地最新事情2022!                            | 鬼越トマホーク（坂井良多・金ちゃん）、吉村崇（平成ノブシコブシ）                                       |                                                 |
| #50    | 7月31日  | 川崎希エピソードゼロ【前編】                                                 | 川崎希、アレクサンダー、吉村崇（平成ノブシコブシ）                                                     |                                                 |
| #51    | 8月7日   | 川崎希エピソードゼロ【後編】                                                 | 川崎希、アレクサンダー、吉村崇（平成ノブシコブシ）                                                     |                                                 |
| #52    | 8月14日  | 川越ロケSP前半! 夢グループコンサートへの差し入れ探し!                        | 土田晃之                                                                                               |                                                 |
| #53    | 8月21日  | 川越ロケ1時間SP!後半! 夢グループコンサートでハプニング勃発                   | 石田重廣（夢グループ社長）、保科有里（夢グループ）、土田晃之                                           | 30分拡大スペシャル（13:00 - 13:57）として放送。 |
| #54    | 8月28日  | 意外とオイシイ 観光大使最新事情                                              | U字工事（福田薫・益子卓郎）、 吉村崇（平成ノブシコブシ）                                               |                                                 |
| #55    | 9月4日   | Vシネマの最新事情をぶっちゃけ                                                | 本宮泰風、吉村崇（平成ノブシコブシ）                                                                   |                                                 |
| #56    | 9月11日  | ゆでないそうめん!? 絶対にパラパラになるチャーハン!? 川原流レシピおさらいSP!! | 川原恵美子（田舎そば川原）、近藤春菜（ハリセンボン）                                                   |                                                 |
| #57    | 9月18日  | 祝40歳突入記念! いぶし銀グラドル手島優の軌跡                                 | 手島優、若槻千夏、吉村崇（平成ノブシコブシ）                                                           |                                                 |
| #58    | 9月25日  | 美のカリスマMatt㊙スキンケア生活!                                            | Matt、桑田真紀（Matt母）、吉村崇（平成ノブシコブシ）                                                   |                                                 |
| #59    | 10月2日  | Mattの母テレビ初登場にさんまマツコ大興奮! Matt初出しヒストリー               | Matt、桑田真紀（Matt母）、吉村崇（平成ノブシコブシ）                                                   |                                                 |
| #60    | 10月9日  | 明石家さんまと生きる夢の老人ホーム計画                                       | 黒沢かずこ（森三中）、大久保佳代子（オアシズ）、吉村崇（平成ノブシコブシ）                             |                                                 |
| #61    | 10月16日 | 鬼越プレゼンツ "芸能人出没飲食店マップ2022"                                  | 鬼越トマホーク（坂井良多・金ちゃん）、吉村崇（平成ノブシコブシ）                                       |                                                 |
| #62    | 10月30日 | ジャンポケ斉藤 馬主のススメ!                                                 | 斉藤慎二（ジャングルポケット）、吉村崇（平成ノブシコブシ）                                             |                                                 |
| #63    | 11月13日 | 家電量販店で爆買い! 明石家さんま自宅用テレビを購入!                          | 土田晃之                                                                                               |                                                 |
| #64    | 11月20日 | マツコが家電を爆買い! 新小岩のオモロすぎる喫茶店で名物ママ発見!              | 土田晃之                                                                                               |                                                 |
| #65    | 12月4日  | 国際ロマンス詐欺で7500万円騙し取られた!? レディコミ界の女王が登場!           | 井出智香恵、吉村崇（平成ノブシコブシ）                                                                 |                                                 |
| #66    | 12月11日 | ミカワガールズ（仮）近況報告会!                                              | 美川憲一、川島明（麒麟）                                                                               |                                                 |
| #67    | 12月18日 | ミカワガールズ（仮）新メンバーヘッドハンティング!                            | 美川憲一、川島明（麒麟）                                                                               |                                                 |
| #68    | 12月25日 | SASUKEに人生を捧げ過ぎた男達!                                                | 山田勝己、日置将士、松田大介、吉村崇（平成ノブシコブシ）                                               |                                                 |

### 2023年
| 放送回 | 放送日   | 企画                                                                         | ゲスト・進行 | 備考                                                         |
| ------ | -------- | ---------------------------------------------------------------------------- | --- | ------------------------------------------------------------ |
| #69    | 1月8日   | ブーム再来!女子プロレス新スター達がさんまマツコと初遭遇                      | 北斗晶、吉田豪、ジュリア、赤井沙希、橋本千紘、 吉村崇（平成ノブシコブシ）                                                                   |                                                              |
| #70    | 1月15日  | ブーム再来! "昭和vs令和"女子プロレスを徹底比較!完結編                        | 北斗晶、吉田豪、ジュリア、赤井沙希、橋本千紘、 吉村崇（平成ノブシコブシ）                                                                   |                                                              |
| #71    | 1月22日  | 夢グループの闇!?クレーム多発&売れ残り謎商品を大発表                          | 石田重廣（夢グループ社長）、保科有里（夢グループ）                                                                                          |                                                              |
| #72    | 1月29日  | 夢グループ徹底調査!謎の複合施設・夢健康ランドの実態とは                      | 石田重廣（夢グループ社長）、保科有里（夢グループ）                                                                                          |                                                              |
| #73    | 2月12日  | サウナ婚で話題!サバンナ高橋が空前のサウナブーム徹底解説                      | 高橋茂雄（サバンナ）、吉村崇（平成ノブシコブシ）                                                                                            |                                                              |
| #74    | 2月19日  | サバンナ高橋プレゼン!女性人気爆発の進化系サウナ最新事情                      | 高橋茂雄（サバンナ）、吉村崇（平成ノブシコブシ）                                                                                            |                                                              |
| #75    | 2月26日  | 静岡だけで大人気!謎の一般人かにぱんお姉さんって何者!?                        | 望月沙枝子（かにぱんお姉さん・三立製菓）、吉村崇（平成ノブシコブシ）                                                                        |                                                              |
| #76    | 3月5日   | 日本一TVに出てる一般人!?スーパーアキダイ社長って何者                         | 秋葉弘道（アキダイ代表取締役）、吉村崇（平成ノブシコブシ）                                                                                  |                                                              |
| #77    | 3月12日  | 実はスゴイ人だった!マツコの友人・肉乃小路ニクヨが初登場                      | 肉乃小路ニクヨ、吉村崇（平成ノブシコブシ）                                                                                                  |                                                              |
| #78    | 3月19日  | 誰でも1度は見てる!?超人気フリー素材モデルのお金事情                          | 大川竜弥、茜さや、永井勇成、吉村崇（平成ノブシコブシ）                                                                                      |                                                              |
| #79    | 3月26日  | YOUと徹底分析!芸能界「やさぐれ女子枠」最新MAP                                | YOU、菊地亜美、川島明（麒麟） |                                                              |
| #80    | 4月2日   | バカリズム厳選！東京激うまロケ弁コレクション2023                             | バカリズム、つのだふむ（漫画家）、川島明（麒麟）                                                                                            |                                                              |
| #81    | 4月9日   | 芸能界にもファン多数!ロケ弁の王様・津多屋ってナニ!?                          | バカリズム、つのだふむ（漫画家）、川島明（麒麟）                                                                                            |                                                              |
| #82    | 4月16日  | 日本を元気にする謎集団 サイバージャパンダンサーズって何者!?                  | サイバージャパンダンサーズ、吉村崇（平成ノブシコブシ）                                                                                      |                                                              |
| #83    | 4月23日  | サイバージャパンダンサーズ 日本を元気にする超ブチアゲ活動!!                  | サイバージャパンダンサーズ、吉村崇（平成ノブシコブシ）                                                                                      |                                                              |
| #84    | 4月30日  | 大阪が生んだ令和の錬金術師「株式会社ザ・森東」その儲けのカラクリとは!?       | さらば青春の光（森田哲矢・東ブクロ）、 吉村崇（平成ノブシコブシ）                                                                           |                                                              |
| #85    | 5月7日   | 大阪が生んだ令和の錬金術師「株式会社ザ・森東」その儲けのカラクリとは!?後半戦 | さらば青春の光（森田哲矢・東ブクロ）、 吉村崇（平成ノブシコブシ）                                                                           |                                                              |
| #86    | 5月14日  | サイバージャパンダンサーズ第2弾!ベールに包まれた私生活に迫る!                | サイバージャパンダンサーズ、吉村崇（平成ノブシコブシ）                                                                                      |                                                              |
| #87    | 5月21日  | 徹底検証!さんまのテレビが緑に映る!?サイバージャパンダンサーズ鉄の掟も大公開! | サイバージャパンダンサーズ、川島明（麒麟）                                                                                                  |                                                              |
| #88    | 5月28日  | さんまと8年ぶりの共演!山田邦子シン・取扱説明書2023                           | 山田邦子、野々村友紀子、鬼越トマホーク（坂井良多・金ちゃん）、アントニー（マテンロウ）、吉村崇（平成ノブシコブシ）                          |                                                              |
| #89    | 6月4日   | さんま秘密の過去を戦友・山田邦子が告白!恐怖の邦子会とは!?                    | 山田邦子、野々村友紀子、鬼越トマホーク（坂井良多・金ちゃん）、アントニー（マテンロウ）、吉村崇（平成ノブシコブシ）                          |                                                              |
| #90    | 6月11日  | いま、芸能界を襲う深刻なギャル不足                                           | 若槻千夏、吉村崇（平成ノブシコブシ） |                                                              |
| #91    | 6月18日  | いま、芸能界を襲う深刻なギャル不足・後半                                     | 若槻千夏、次世代ギャル（しなこ・あいさ・でぃばば）、 吉村崇（平成ノブシコブシ）                                                             |                                                              |
| #92    | 6月25日  | 夢グループ徹底解剖スペシャル!                                                | 石田重廣（夢グループ社長）、保科有里（夢グループ）、 川島明（麒麟）                                                                         |                                                              |
| #93    | 7月2日   | 福岡の女帝・中澤裕子の福岡のススメ                                           | 中澤裕子、吉村崇（平成ノブシコブシ） |                                                              |
| #94    | 7月9日   | 福岡の女帝・中澤裕子の福岡のススメ後半                                       | 中澤裕子、ゴリけん、吉村崇（平成ノブシコブシ）                                                                                              |                                                              |
| #95    | 7月16日  | キャバクラ嬢のSNSに見切れまくる謎の男を追え!                                 | まあたん、川島明（麒麟） |                                                              |
| #96    | 7月23日  | キャバ嬢のSNSに見切れまくる謎の男まあたん 後編                               | まあたん、愛沢えみり、川島明（麒麟） |                                                              |
| #97    | 7月30日  | 令和の女芸人㊙生態図鑑2023！M-1決勝芸人が完全分析                            | 新道竜巳（馬鹿よ貴方は）、川村エミコ（たんぽぽ）、 薄幸（納言）、爛々（萌々・大国麗）、 吉村崇（平成ノブシコブシ）                          |                                                              |
| #98    | 8月6日   | 令和の女芸人㊙実態調査!抜き打ちでスマホ履歴チェック                          | 新道竜巳（馬鹿よ貴方は）、川村エミコ（たんぽぽ）、 薄幸（納言）、爛々（萌々・大国麗）、 吉村崇（平成ノブシコブシ）                          |                                                              |
| #99    | 8月13日  | 珍婚さんいらっしゃい芸人夫婦のリアルな生活事情【前半】                       | みはる・Mr.シャチホコ、 白鳥久美子（たんぽぽ）・チェリー吉武、 吉村崇（平成ノブシコブシ）                                                   |                                                              |
| #100   | 8月20日  | 珍婚さんいらっしゃい芸人夫婦のリアルな生活事情【後半】                       | みはる・Mr.シャチホコ、 白鳥久美子（たんぽぽ）・チェリー吉武、 吉村崇（平成ノブシコブシ）                                                   |                                                              |
| #101   | 8月27日  | Mattの美人ママTV初登場 完全版!未公開シーンも放出                             | Matt、桑田真紀（Matt母）、吉村崇（平成ノブシコブシ）                                                                                        |                                                              |
| #102   | 9月3日   | 夢グループシリーズ第5弾!世間の“夢離れ”に対抗?次なる夢グループの戦略とは!?    | 石田重廣（夢グループ社長）、保科有里（夢グループ）、 吉村崇（平成ノブシコブシ）                                                             |                                                              |
| #103   | 9月10日  | 夢グループシリーズ第5弾 後編!「二代目橋幸夫」衝撃の真実を刮目せよ!           | 石田重廣（夢グループ社長）、保科有里（夢グループ）、 二代目橋幸夫yH2（小牧勇太・徳岡純平・進公平）、 吉村崇（平成ノブシコブシ）             |                                                              |
| #104   | 9月17日  | モーニング娘。色々あった華の2期集結!今幸せか徹底検証                         | 保田圭、矢口真里、市井紗耶香、吉村崇（平成ノブシコブシ）                                                                                    |                                                              |
| #105   | 9月24日  | モー娘。色々あった華の2期!矢口&市井の激動人生に迫る                          | 保田圭、矢口真里、市井紗耶香、吉村崇（平成ノブシコブシ）                                                                                    |                                                              |
| #106   | 10月1日  | 物件マニア飯尾の“好きなお家を語りたい!”【前編】                              | 飯尾和樹、吉村崇（平成ノブシコブシ） |                                                              |
| #107   | 10月8日  | 物件マニア飯尾の“好きなお家を語りたい!”【後編】                              | 飯尾和樹、吉村崇（平成ノブシコブシ） |                                                              |
| #108   | 10月15日 | 美川憲一プロデュースを目指すミカワガールズ（仮）第3弾前編！                  | 土田晃之、吉村崇（平成ノブシコブシ） |                                                              |
| #109   | 10月29日 | 美川憲一プロデュースを目指すミカワガールズ（仮）第3弾後編!                   | 土田晃之、たかし（トレンディエンジェル）、 吉村崇（平成ノブシコブシ）                                                                       |                                                              |
| #110   | 11月12日 | MAX28年の人生グラフを徹底解説!                                               | MAX（NANA・MINA・LINA・REINA）、 吉村崇（平成ノブシコブシ）                                                                                 |                                                              |
| #111   | 11月19日 | 5人でテレビ初!MAX元メンバーが15年ぶり出演                                    | MAX（NANA・MINA・LINA・REINA）、 前田亜紀（AKI）、吉村崇（平成ノブシコブシ）                                                                |                                                              |
| #112   | 12月3日  | 芸人界の営業最新事情2023【前編】                                             | サバンナ（八木真澄・高橋茂雄）、吉村崇（平成ノブシコブシ）                                                                                  |                                                              |
| #113   | 12月10日 | 芸人界の営業最新事情2023【後編】                                             | サバンナ（八木真澄・高橋茂雄）、吉村崇（平成ノブシコブシ）                                                                                  |                                                              |
| SP     | 12月14日 | 年末特大号★大竹しのぶ・マツコ初対面!Mattの豪邸で大事件                       | 大竹しのぶ、奥田瑛二、 桑田家（桑田真澄・桑田真紀・Matt）                                                                                   | 水曜ゴールデン枠2時間スペシャル（20:00 - 21:58）として放送。 |
| #114   | 12月17日 | Matt家訪問&大竹しのぶゴールデン未公開スペシャル                              | 大竹しのぶ、奥田瑛二、 桑田家（桑田真澄・桑田真紀・Matt）                                                                                   |                                                              |
| #115   | 12月24日 | さんまマツコが原宿で爆買い&細川たかしコンサートへ潜入!                       | 石田重廣（夢グループ社長）、保科有里（夢グループ）、 二代目橋幸夫yH2（小牧勇太・徳岡純平・進公平）、 細川たかし、吉村崇（平成ノブシコブシ） |                                                              |

### 2024年
| 放送回 | 放送日   | 企画                                                                     | ゲスト・進行 | 備考                                                         |
| ------ | -------- | ------------------------------------------------------------------------ | --- | ------------------------------------------------------------ |
| #116   | 1月14日  | 謎の大金持ちまあたん13億円の豪邸大公開!                                  | まあたん、吉村崇（平成ノブシコブシ） |                                                              |
| #117   | 1月21日  | まあたんの手がける新しい高校「スーパーハイスクール」とは!?               | まあたん、スーパーハイスクール生徒（華恋・柊星）、吉村崇（平成ノブシコブシ）                                                                                  |                                                              |
| #118   | 1月28日  | 福岡芸能界徹底解明SP                                                     | 中澤裕子、ゴリけん、吉村崇（平成ノブシコブシ） |                                                              |
| #119   | 2月11日  | 今激アツ!知られざる大金脈の地 熊本【前半戦】                             | スザンヌ、ゴリけん、かめきち、山内要、吉村崇（平成ノブシコブシ）                                                                                              |                                                              |
| #120   | 2月18日  | 今激アツ!知られざる大金脈の地 熊本【後半戦】                             | スザンヌ、ゴリけん、かめきち、山内要、吉村崇（平成ノブシコブシ）                                                                                              |                                                              |
| #121   | 2月25日  | 芸能界大注目のセクシー集団 サイバージャパンダンサーズ 第3弾【前編】!     | サイバージャパンダンサーズ、 吉村崇（平成ノブシコブシ） |                                                              |
| #122   | 3月3日   | 芸能界大注目のセクシー集団 サイバージャパンダンサーズ 第3弾【後編】!     | サイバージャパンダンサーズ、 吉村崇（平成ノブシコブシ） |                                                              |
| #123   | 3月10日  | 超多忙「アン ミカ心配軍団」がテレビで見せない裏ミカ告発                  | アンミカ、北斗晶、フワちゃん、青山テルマ、 吉村崇（平成ノブシコブシ）                                                                                         |                                                              |
| #124   | 3月17日  | アンミカ裏の顔を親友軍団が告白!超ポジティブで大迷惑!?                    | アンミカ、北斗晶、フワちゃん、青山テルマ、 吉村崇（平成ノブシコブシ）                                                                                         |                                                              |
| #125   | 3月24日  | ローカル芸能界シリーズ第3弾!名古屋編                                     | 井戸田潤（スピードワゴン）、 大前町田（大前りょうすけ・町田こーすけ）、 吉村崇（平成ノブシコブシ）                                                            |                                                              |
| #126   | 3月31日  | ローカル芸能界シリーズ第3弾!名古屋編 後半戦                              | 井戸田潤（スピードワゴン）、 大前町田（大前りょうすけ・町田こーすけ）、 吉村崇（平成ノブシコブシ）                                                            |                                                              |
| #127   | 4月7日   | 愛すべきダメ人間が集まる翔工務店を徹底解明!                              | 山中勇次郎（翔工務店社長）、 翔工務店スタッフ（犬童直哉・高瀬功太・武藤和哉）、吉村崇（平成ノブシコブシ）                                                     |                                                              |
| #128   | 4月14日  | 愛すべきダメ人間が集まる翔工務店 後半戦                                  | 山中勇次郎（翔工務店社長）、 翔工務店スタッフ（犬童直哉・高瀬功太・武藤和哉）、吉村崇（平成ノブシコブシ）                                                     |                                                              |
| #129   | 4月21日  | 大分の大スター中島知子!波乱と栄光への軌跡                                | 中島知子、ゴリけん、吉村崇（平成ノブシコブシ） |                                                              |
| #130   | 4月28日  | 大分芸能界徹底解明                                                       | 中島知子、ゴリけん、吉村崇（平成ノブシコブシ） |                                                              |
| #131   | 5月5日   | レジェンド小林尊vs新世代!大食い業界の今と昔を徹底比較                    | 小林尊、ロシアン佐藤、MAX鈴木、 はらぺこツインズ（かこ・あこ）、 吉村崇（平成ノブシコブシ）                                                                   |                                                              |
| #132   | 5月12日  | レジェンドvs新世代!大食いファイターの肉体を徹底解明                      | 小林尊、ロシアン佐藤、MAX鈴木、 はらぺこツインズ（かこ・あこ）、 吉村崇（平成ノブシコブシ）                                                                   |                                                              |
| #133   | 5月19日  | 整形アイドル 前半戦                                                      | 私+ism、土田晃之、吉村崇（平成ノブシコブシ） |                                                              |
| #134   | 5月26日  | 整形アイドル 後半戦                                                      | 私+ism、土田晃之、吉村崇（平成ノブシコブシ） |                                                              |
| #135   | 6月2日   | 名古屋大人気台湾ラーメン「味仙」に取り憑かれた芸能人達                   | 石井亮次、神田愛花、アンジェリカ、釜愚痴ホモ恵、吉村崇（平成ノブシコブシ）                                                                                    |                                                              |
| #136   | 6月9日   | 名古屋で認知度100%!?台湾ラーメン「味仙」人気の秘密                       | 石井亮次、神田愛花、アンジェリカ、釜愚痴ホモ恵、吉村崇（平成ノブシコブシ）                                                                                    |                                                              |
| #137   | 6月16日  | 続々と全国へ進出!お笑い事務所 国盗り合戦!                                | ゴリけん、カンニング竹山、関太（タイムマシーン3号）、吉村崇（平成ノブシコブシ）                                                                               |                                                              |
| #138   | 6月23日  | 続々と全国へ進出!お笑い事務所国盗り合戦!後半戦                           | ゴリけん、カンニング竹山、関太（タイムマシーン3号）、吉村崇（平成ノブシコブシ）                                                                               |                                                              |
| #139   | 6月30日  | 49歳で再ブレイク!配信王・永野の孤独を錦鯉渡辺が告白                      | 永野、渡辺隆（錦鯉）、吉村崇（平成ノブシコブシ） |                                                              |
| #140   | 7月7日   | 渦中の配信王・永野にマツコ共感!?テレビ王さんまと激突                     | 永野、渡辺隆（錦鯉）、吉村崇（平成ノブシコブシ） |                                                              |
| #141   | 7月14日  | モー娘。2期・MAX・永野…山あり谷あり人生グラフSP                          | 保田圭、矢口真里、市井紗耶香、 MAX（NANA・MINA・LINA・REINA）、前田亜紀（AKI）、永野、渡辺隆（錦鯉）、吉村崇（平成ノブシコブシ）                              |                                                              |
| SP     | 7月18日  | さんまとマツコが羽田空港&高知県へSP                                      | 島崎和歌子、京面龍太郎（テレビ高知）、近藤春菜（ハリセンボン）                                                                                                | 木曜ゴールデン枠2時間スペシャル（20:00 - 21:58）として放送。 |
| #142   | 7月21日  | ゴールデン延長戦!JALの未公開!芸能生活35周年の島崎和歌子を高知県でお祝い! | 島崎和歌子、京面龍太郎（テレビ高知）、近藤春菜（ハリセンボン）                                                                                                |                                                              |
| #143   | 7月28日  | Snow Manラウールがマツコと初対面!永野も再び!?                            | ラウール（Snow Man）、永野、吉村崇（平成ノブシコブシ） |                                                              |
| #144   | 8月4日   | ラウール&マツコ初対面!パリコレ挑戦(秘)裏側&衝撃インスタ                  | ラウール（Snow Man）、永野、吉村崇（平成ノブシコブシ） |                                                              |
| #145   | 8月11日  | 続々と全国へ進出!お笑い事務所国盗り合戦!第二弾 前半戦                    | ゴリけん、カンニング竹山、関太（タイムマシーン3号）、吉村崇（平成ノブシコブシ）                                                                               |                                                              |
| #146   | 8月18日  | 続々と全国へ進出!お笑い事務所国盗り合戦!第二弾 後半戦                    | ゴリけん、カンニング竹山、関太（タイムマシーン3号）、下津浦マネージャー（サンミュージック福岡）、松田実桜（サンミュージック福岡）、吉村崇（平成ノブシコブシ） |                                                              |
| #147   | 8月25日  | 未だ成長が止まらないマッチョビジネス2024                                 | 丹羽悠介、エドワード加藤、野田クリスタル（マヂカルラブリー）、吉村崇（平成ノブシコブシ）                                                                      |                                                              |
| #148   | 9月1日   | 未だ成長が止まらないマッチョビジネス2024 後半                            | 丹羽悠介、エドワード加藤、サリーアン加藤、野田クリスタル（マヂカルラブリー）、吉村崇（平成ノブシコブシ）                                                      |                                                              |
| #149   | 9月8日   | 愛すべきダメ人間ばかりが集まる翔工務店 第2弾 前半戦                      | 山中勇次郎（翔工務店社長）、 翔工務店スタッフ（犬童直哉・高瀬功太・武藤和哉）、吉村崇（平成ノブシコブシ）                                                     |                                                              |
| #150   | 9月15日  | 愛すべきダメ人間ばかりが集まる翔工務店 第2弾 後半戦                      | 山中勇次郎（翔工務店社長）、 翔工務店スタッフ（犬童直哉・高瀬功太・武藤和哉）、吉村崇（平成ノブシコブシ）                                                     |                                                              |
| #151   | 9月22日  | 大人気!川原おばあちゃん残暑に助かるお手軽ズボラ飯                        | 川原恵美子（田舎そば川原）、吉村崇（平成ノブシコブシ） |                                                              |
| #152   | 9月29日  | 大人気!川原おばあちゃん残暑を乗り切る手抜きクッキング                    | 川原恵美子（田舎そば川原）、吉村崇（平成ノブシコブシ） |                                                              |
| #153   | 10月6日  | 老舗・ホリプロがいまなぜか超雑食に!そのナゾに迫る!前半                   | 槙野智章、ホリ、井戸田潤（スピードワゴン）、吉村崇（平成ノブシコブシ）                                                                                        |                                                              |
| #154   | 10月13日 | 老舗・ホリプロがいまなぜか超雑食に!そのナゾに迫る！後半                  | 槙野智章、ホリ、井戸田潤（スピードワゴン）、吉村崇（平成ノブシコブシ）                                                                                        |                                                              |
| #155   | 10月27日 | 芸能界大注目のセクシー集団サイバージャパンダンサーズ 第4弾 前編!         | サイバージャパンダンサーズ、吉村崇（平成ノブシコブシ） |                                                              |
| #156   | 11月10日 | 芸能界大注目のセクシー集団サイバージャパンダンサーズ 第4弾 後編!         | サイバージャパンダンサーズ、吉村崇（平成ノブシコブシ） |                                                              |
| #157   | 12月1日  | 斬新すぎるモノマネで話題!キンタロー。が生まれた理由                      | キンタロー。、吉村崇（平成ノブシコブシ） |                                                              |
| #158   | 12月8日  | 狂気のものまね芸人キンタロー。事務所独立で激ヤバ問題                     | キンタロー。、吉村崇（平成ノブシコブシ） |                                                              |
| #159   | 12月15日 | グルメリポーター界が抱える問題に迫る!前半                                | 彦摩呂、内山信二、関太（タイムマシーン3号）、吉村崇（平成ノブシコブシ）                                                                                       |                                                              |
| #160   | 12月22日 | グルメリポーター界が抱える問題に迫る!後半                                | 彦摩呂、内山信二、関太（タイムマシーン3号）、吉村崇（平成ノブシコブシ）                                                                                       |                                                              |

### 2025年
| 放送回 | 放送日  | 企画                                                                   | ゲスト・進行 | 備考                                                         |
| ------ | ------- | ---------------------------------------------------------------------- | --- | ------------------------------------------------------------ |
| #161   | 1月12日 | ぽっちゃりを武器にSNS&世界で話題の事務所が大集合!                      | 田代良徳（SUMOエージェンシー 代表）、栃ノ心剛史、室田真宏、横尾美徳（DEBUcari 社長）、えみっくす、カクコ、川島明（麒麟）                                                                      |                                                              |
| #162   | 1月19日 | ぽっちゃりを武器にSNS&世界で話題の事務所が大集合！後半                 | 田代良徳（SUMOエージェンシー 代表）、栃ノ心剛史、室田真宏、横尾美徳（DEBUcari 社長）、えみっくす、カクコ、川島明（麒麟）                                                                      |                                                              |
| SP     | 1月23日 | さんまマツコ安住が初の3ショット!名古屋で生放送に乱入!                  | 安住紳一郎、石井亮次、福島暢啓（MBS）、CBCアナウンサー（若狭敬一・加藤由香・古川枝里子・渡辺美香・南部志穂・宮部和裕・西村俊仁・永岡歩・柳沢彩美・中村彩賀・瀧川幸樹・友廣南実・小川実桜 他） | 木曜ゴールデン枠2時間スペシャル（20:00 - 21:58）として放送。 |
| #163   | 1月26日 | ゴールデン延長戦!さんまマツコ安住が初の3ショット!名古屋で生放送に乱入! | 安住紳一郎、石井亮次、福島暢啓（MBS）、CBCアナウンサー（若狭敬一・加藤由香・古川枝里子・渡辺美香・南部志穂・宮部和裕・西村俊仁・永岡歩・柳沢彩美・中村彩賀・瀧川幸樹・友廣南実・小川実桜 他） |                                                              |
| #164   | 2月9日  | チープな通販CMで話題 夢グループシリーズ第7弾 前編                      | 石田重廣（夢グループ社長）、保科有里（夢グループ）、川島明（麒麟） |                                                              |
| #165   | 2月16日 | チープな通販CMで話題 夢グループシリーズ第7弾 後編                      | 石田重廣（夢グループ社長）、保科有里（夢グループ）、川島明（麒麟） |                                                              |
| #166   | 2月23日 | 都道府県魅力度ランキング最下位 佐賀の逆襲 前半                         | ゴリけん、はなわ、波田陽区、吉村崇（平成ノブシコブシ） |                                                              |
| #167   | 3月2日  | 都道府県魅力度ランキング最下位 佐賀の逆襲 後半                         | ゴリけん、はなわ、波田陽区、吉村崇（平成ノブシコブシ） |                                                              |
| #168   | 3月9日  | ダメ人間ばかりなのに年商3億円の翔工務店を徹底解剖SP                    | 山中勇次郎（翔工務店社長）、 翔工務店スタッフ（犬童直哉・高瀬功太・武藤和哉）、吉村崇（平成ノブシコブシ）                                                                                     |                                                              |
| #169   | 3月16日 | 整形アイドル第2弾 前半戦                                               | 私+ism、わかにゃん（プロデューサー）、土田晃之、吉村崇（平成ノブシコブシ） |                                                              |
| #170   | 3月23日 | 整形アイドル第2弾 後半戦                                               | 私+ism、わかにゃん（プロデューサー）、朽木みどり（わかにゃんママ）、ゆあ（マネージャー）、偉町大介、平野真美、平野花奈、土田晃之、吉村崇（平成ノブシコブシ）                                  |                                                              |
| #171   | 3月30日 | 未公開トーク大放出！ローカル芸能界シリーズ佐賀編                       | ゴリけん、はなわ、波田陽区、吉村崇（平成ノブシコブシ） |                                                              |
| #172   | 4月6日  | Mr.都市伝説・関暁夫はなぜ生まれたのか！？驚愕の半生を深堀り            | 関暁夫、吉村崇（平成ノブシコブシ） |                                                              |
| #173   | 4月13日 | Mr.都市伝説・関暁夫が今伝えたい最新都市伝説スペシャル                  | 関暁夫、吉村崇（平成ノブシコブシ） |                                                              |
| #174   | 4月20日 | 今世界に波及！ライバービジネスの実態に迫る！                           | 夢幻（ライバー）、色ぴ（投げ師）、吉村崇（平成ノブシコブシ） |                                                              |
| #175   | 4月27日 | ライバー界大物の2人！成り上がるまでの波乱の半生！                      | 夢幻（ライバー）、色ぴ（投げ師）、吉村崇（平成ノブシコブシ） |                                                              |
| #176   | 5月4日  | 翔工務店第3弾 前半戦                                                   | 山中勇次郎（翔工務店社長）、 翔工務店スタッフ（犬童直哉・高瀬功太・武藤和哉）、吉村崇（平成ノブシコブシ）                                                                                     |                                                              |
| #177   | 5月11日 | 翔工務店第3弾 後半戦                                                   | 山中勇次郎（翔工務店社長）、 翔工務店スタッフ（犬童直哉・高瀬功太・武藤和哉）、吉村崇（平成ノブシコブシ）                                                                                     |                                                              |
| SP     | 5月22日 | 週刊さんまとマツコ特大号 さんまとマツコがピン子から逃走中SP            | 泉ピン子、飯尾和樹、彦摩呂、内山信二、ぼる塾（きりやはるか・あんり・田辺智加）、吉村崇（平成ノブシコブシ）                                                                                    | 木曜ゴールデン枠2時間スペシャル（20:00 - 21:58）として放送。 |
| #178   | 5月25日 | 熱海でピン子から逃走中ゴールデン延長戦!未公開シーン放出                | 泉ピン子、飯尾和樹、彦摩呂、内山信二、ぼる塾（きりやはるか・あんり・田辺智加）、吉村崇（平成ノブシコブシ）                                                                                    |                                                              |
| #179   | 6月1日  | 今話題！プリンセス天功埋蔵金の謎＆ケタ外れの半生を深堀り               | プリンセス天功、くっきー!（野性爆弾）、吉村崇（平成ノブシコブシ） |                                                              |
| #180   | 6月8日  | プリンセス天功埋蔵金の行方は！？ケタ外れの人生から徹底考察             | プリンセス天功、くっきー!（野性爆弾）、吉村崇（平成ノブシコブシ） |                                                              |
| #181   | 6月15日 | 小ザムいのに大人気？！ローカル団体「愛媛プロレス」に迫る！ 前半戦      | キューティエリー・ザ・エヒメ（田中エリナ）、ライジングHAYATO、石鎚山太郎、KOSHI、練習生 愛媛の山下、吉村崇（平成ノブシコブシ）                                                                |                                                              |
| #182   | 6月22日 | 愛媛プロレス 後半戦                                                    | キューティエリー・ザ・エヒメ（田中エリナ）、ライジングHAYATO、石鎚山太郎、KOSHI、練習生 愛媛の山下、吉村崇（平成ノブシコブシ）                                                                |                                                              |
| #183   | 6月29日 | 2024年ブレイク芸人ランキング1位！ぱーてぃーちゃんウソみたいな半生      | ぱーてぃーちゃん（すがちゃん最高No.1・信子・金子きょんちぃ）、吉村崇（平成ノブシコブシ） |                                                              |
| #184   | 7月6日  | No.1ブレイク芸人 ぱーてぃーちゃん交際＆結婚の全記録                    | ぱーてぃーちゃん（すがちゃん最高No.1・信子・金子きょんちぃ）、吉村崇（平成ノブシコブシ） |                                                              |
| #185   | 7月13日 | こんなはずじゃなかった？移住でポツンと大失敗！？                       | 大鶴義丹、スザンヌ、JOY、吉村崇（平成ノブシコブシ） |                                                              |

## スタッフ
- 構成：桜井慎一／八代丈寛、坂田至、松本智子、塩野智章・オークラ、大井洋一、永井ふわふわ（桜井・オークラ〜永井→毎週、八代〜塩野→週替り、全員→以前は毎週担当）
- TM：大場貴文
- TD：大蔵聡、横田研一（週替り）
- カメラ：徳武正裕
- VE：久保澤知史、河本崇（週替り）
- 音声：深田瑠美子、松浦絵理（松浦→一時離脱→復帰）（週替り）
- 照明：佐川司、鈴木英敬（週替り）
- CG：大森清一郎
- イラスト：岩垣孝幸、さえきけんすけ（不定期）
- 編集：中村克彦、大江喜拓也、永畑つぐみ、吉田七生、増田功紀、服部直哉、東川健太（週替り）
- MA：清水佑莉、小林由愛子、元木綾美、山岸慎一郎、丸山雄大、壁岸龍汰（週替り）
- 音効：赤津裕明
- 美術プロデューサー：清水久
- 美術デザイナー：矢澤尚弥
- 美術ディレクター：半田裕記（以前は美術制作）
- 装置：相良比佐夫
- 操作：今井凪
- 装飾：川原栄一
- アクリル装飾：渡邉卓也
- 電飾：吉田詩織
- メイク：田中智子、岡口真美、藤田三奈、遠藤敏子（週替り）
- 衣装協力：山田かつら
- 編成：川島優子
- 配信：川元崇史（2024年7月7日 - ）
- 宣伝：筒井理恵
- TK：福田美由紀
- デスク：渡辺香織
- AD：田中玲那、手塚由実、池川沙枝美、勝又灯梨、佐藤歩実、山本波奈、堂本恭平、邑田裕斗、柴藤将仁、川畑真之介、川島朋子、菊﨑陽太、今井佑樹、清水(須本)綾乃、下村健太、久保直弥、中尾熙子、谷村佳奈、安村(東)紗里奈、榎並司馬、原田絵里佳、増田理乃、柴田優花、西巻史奈、島田湧水、木塚萌、安田大航、加藤夢巳、岩本真紀、小池有輝、有吉(若)聖悟、森脇洸太郎、木村夏菜、大澤雄一郎、鈴木舞子、水澤華絵、岡田悠太郎（週替り）
- 制作進行：穴井里加子
- AP：吉筋公美（ROFL）、安部杏奈、岡田実樹、森脇喜大、姫野慈子、新堀愛理、松山和歌子、本河隆志、菅原真由美、諏訪拓朗、松館ちひろ、渡辺由貴（安部・新堀→以前はAD）（週替り）
- ディレクター：渡辺剛、田中竜登（charlie's ZORO）、益田洋平、田中雄大、山嶋将義、野満一朗太、古川文彦、大野和幸、山崎亮一、三浦翔、河西良介、坂上祐生、宮本将孝、高取瑞紀、清水悠貴、温井里恵、長田雄磨、山口潤、川本賢一郎、相田貴史、大須賀良、小山薫、丸谷敬典、飛田竜平（山口→以前はAD）（週替り）
- プロデューサー：細谷知世、須藤駿（須藤→2024年8月11日 - ）（毎週）、中附智貴、渡辺紘子（テレバイダー）、前田美和、相場優衣子（クリーク・アンド・リバー社）、門脇衣良（門脇→以前は週替りAP）（週替り）（須藤以外全員→以前は担当プロデューサー）
- 演出：吉野真一郎（neo）、高橋敬治、マイアミ啓太（MOOOVE）
- 制作プロデューサー：江藤俊久（以前はCP）
- 制作協力：neo、テレバイダー（テレバ→2022年4月10日 - ）、MOOOVE
- 制作：TBSテレビコンテンツ制作局バラエティ制作1部（2021年7月4日までは制作2部）
- 制作著作：TBS

### 過去
- 構成︰大井達朗、長崎周成、鈴木遼（大井達〜鈴木→以前は毎週→週替り担当）
- TM：鈴木博之、寺尾昭彦
- VE：青木孝憲、吉田崇、則竹香
- 音声：和田良介
- 照明：半田圭
- イラスト：吉田友和
- 編集：内海大助、上原一樹
- MA：的池将、市本将也
- 音効：西方裕弥
- 美術デザイナー：郭洙延
- 美術制作：浅野美幸
- 操作：前野博幸
- アクリル装飾：青木剛
- 電飾：伊吹英之
- 衣装：渥美智恵
- メイク協力：梅原恵里
- 編成：寺田淳史、高橋秀光、川口佳太、河本恭平、高田脩
- 配信：保坂龍之助（2022年4月17日 - 2023年9月）、長谷川舞（2023年10月1日 - 2024年6月30日）
- 宣伝：小林恵美子
- AD：名護谷瑞貴、栗原悠希、麻沼理紗子、馬場百伽、田名瀬駿、堤葵祈、中島智基、山田江里菜、願法健
- AP：近野成美、高橋理恵
- ディレクター：崎谷英蘭、市川大騎、今村光宏（シオプロ）
- 担当プロデューサー：井上整（2021年4月18日 - 2022年6月）（毎週）、坪井理紗（EpocL）
- プロデューサー：篠塚純（2021年4月18日 - 2021年7月4日）、時松隆吉（2022年7月3日 - 2024年7月、以前は担当プロデューサー）
- 制作協力：EpocL

## ネット局
2022年春以降の放送時間帯である日曜13時台は、前番組『日曜グランプリ』（最終回時点では『ラフ&クライ!〜笑いのショートプログラム〜』）に引き続き全編ローカルセールス枠のため、TBSテレビ以外の通常時同時ネット局でも、臨時非ネットに変更する場合がある一方、通常時非ネット局でも臨時同時ネットや不定期遅れネットで放送する場合がある。
また、日曜昼への放送時間帯移行後は、週によっては『別府大分毎日マラソン』『クイーンズ駅伝』『プリンセス駅伝』などの、JNN全国ネットのスポーツ中継で休止となる場合がある。

### ネットワークセールス時代
| 放送対象地域   | 放送局                    | 系列    | 放送時間（JST）    | ネット状況 |
| -------------- | ------------------------- | ------- | ------------------ | ---------- |
| 関東広域圏     | TBSテレビ（TBS）          | TBS系列 | 日曜 18:30 - 19:00 | 制作局     |
| 北海道         | 北海道放送（HBC）         | TBS系列 | 日曜 18:30 - 19:00 | 同時ネット |
| 青森県         | 青森テレビ（ATV）         | TBS系列 | 日曜 18:30 - 19:00 | 同時ネット |
| 岩手県         | IBC岩手放送（IBC）        | TBS系列 | 日曜 18:30 - 19:00 | 同時ネット |
| 宮城県         | 東北放送（tbc）           | TBS系列 | 日曜 18:30 - 19:00 | 同時ネット |
| 山形県         | テレビユー山形（TUY）     | TBS系列 | 日曜 18:30 - 19:00 | 同時ネット |
| 福島県         | テレビユー福島（TUF）     | TBS系列 | 日曜 18:30 - 19:00 | 同時ネット |
| 山梨県         | テレビ山梨（UTY）         | TBS系列 | 日曜 18:30 - 19:00 | 同時ネット |
| 長野県         | 信越放送（SBC）           | TBS系列 | 日曜 18:30 - 19:00 | 同時ネット |
| 新潟県         | 新潟放送（BSN）           | TBS系列 | 日曜 18:30 - 19:00 | 同時ネット |
| 静岡県         | 静岡放送（SBS）           | TBS系列 | 日曜 18:30 - 19:00 | 同時ネット |
| 富山県         | チューリップテレビ（TUT） | TBS系列 | 日曜 18:30 - 19:00 | 同時ネット |
| 石川県         | 北陸放送（MRO）           | TBS系列 | 日曜 18:30 - 19:00 | 同時ネット |
| 中京広域圏     | CBCテレビ（CBC）          | TBS系列 | 日曜 18:30 - 19:00 | 同時ネット |
| 近畿広域圏     | 毎日放送（MBS）           | TBS系列 | 日曜 18:30 - 19:00 | 同時ネット |
| 鳥取県・島根県 | 山陰放送（BSS）           | TBS系列 | 日曜 18:30 - 19:00 | 同時ネット |
| 岡山県・香川県 | RSK山陽放送（RSK）        | TBS系列 | 日曜 18:30 - 19:00 | 同時ネット |
| 広島県         | 中国放送（RCC）           | TBS系列 | 日曜 18:30 - 19:00 | 同時ネット |
| 山口県         | テレビ山口（tys）         | TBS系列 | 日曜 18:30 - 19:00 | 同時ネット |
| 愛媛県         | あいテレビ（itv）         | TBS系列 | 日曜 18:30 - 19:00 | 同時ネット |
| 高知県         | テレビ高知（KUTV）        | TBS系列 | 日曜 18:30 - 19:00 | 同時ネット |
| 福岡県         | RKB毎日放送（RKB）        | TBS系列 | 日曜 18:30 - 19:00 | 同時ネット |
| 長崎県         | 長崎放送（NBC）           | TBS系列 | 日曜 18:30 - 19:00 | 同時ネット |
| 熊本県         | 熊本放送（RKK）           | TBS系列 | 日曜 18:30 - 19:00 | 同時ネット |
| 大分県         | 大分放送（OBS）           | TBS系列 | 日曜 18:30 - 19:00 | 同時ネット |
| 宮崎県         | 宮崎放送（mrt）           | TBS系列 | 日曜 18:30 - 19:00 | 同時ネット |
| 鹿児島県       | 南日本放送（MBC）         | TBS系列 | 日曜 18:30 - 19:00 | 同時ネット |
| 沖縄県         | 琉球放送（RBC）           | TBS系列 | 日曜 18:30 - 19:00 | 同時ネット |

### ローカルセールス時代
| 放送対象地域   | 放送局                    | 系列    | 放送時間（JST）              | ネット状況 |
| -------------- | ------------------------- | ------- | ---------------------------- | ---------- |
| 関東広域圏     | TBSテレビ（TBS）          | TBS系列 | 日曜 13:00 - 13:27           | 制作局     |
| 宮城県         | 東北放送（tbc）           | TBS系列 | 日曜 13:00 - 13:27           | 同時ネット |
| 山梨県         | テレビ山梨（UTY）         | TBS系列 | 日曜 13:00 - 13:27           | 同時ネット |
| 新潟県         | 新潟放送（BSN）           | TBS系列 | 日曜 13:00 - 13:27           | 同時ネット |
| 愛媛県         | あいテレビ（itv）         | TBS系列 | 日曜 13:00 - 13:27           | 同時ネット |
| 鹿児島県       | 南日本放送（MBC）         | TBS系列 | 日曜 13:00 - 13:27           | 同時ネット |
| 北海道         | 北海道放送（HBC）         | TBS系列 | 土曜 6:15 - 6:45             | 遅れネット |
| 岩手県         | IBC岩手放送（IBC）        | TBS系列 | 木曜 1:28 - 1:58（水曜深夜） | 遅れネット |
| 山形県         | テレビユー山形（TUY）     | TBS系列 | 月・火曜 11:00 - 11:30       | 遅れネット |
| 福島県         | テレビユー福島（TUF）     | TBS系列 | 月曜 23:56 - 翌0:26          | 遅れネット |
| 富山県         | チューリップテレビ（TUT） | TBS系列 | 土曜 16:00 - 16:30           | 遅れネット |
| 石川県         | 北陸放送（MRO）           | TBS系列 | 月曜 23:56 - 翌0:30          | 遅れネット |
| 長野県         | 信越放送（SBC）           | TBS系列 | 水曜 0:59 - 1:30（火曜深夜） | 遅れネット |
| 中京広域圏     | CBCテレビ（CBC）          | TBS系列 | 木曜 9:55 - 10:25            | 遅れネット |
| 近畿広域圏     | 毎日放送（MBS）           | TBS系列 | 日曜 13:00 - 13:27           | 遅れネット |
| 鳥取県・島根県 | 山陰放送（BSS）           | TBS系列 | 金曜 11:00 - 11:30           | 遅れネット |
| 岡山県・香川県 | RSK山陽放送（RSK）        | TBS系列 | 水曜 0:55 - 1:25（火曜深夜） | 遅れネット |
| 広島県         | 中国放送（RCC）           | TBS系列 | 土曜17:00 - 17:30            | 遅れネット |
| 山口県         | テレビ山口（tys）         | TBS系列 | 日曜 16:00 - 16:30           | 遅れネット |
| 高知県         | テレビ高知（KUTV）        | TBS系列 | 水曜 1:10 - 1:40（火曜深夜） | 遅れネット |
| 福岡県         | RKB毎日放送（RKB）        | TBS系列 | 土曜 15:30 - 15:57           | 遅れネット |
| 熊本県         | 熊本放送（RKK）           | TBS系列 | 日曜 0:28 - 0:55（土曜深夜） | 遅れネット |
| 大分県         | 大分放送（OBS）           | TBS系列 | 日曜 13:00 - 13:30           | 遅れネット |
| 宮崎県         | 宮崎放送（mrt）           | TBS系列 | 土曜 15:00 - 15:30           | 遅れネット |
| 沖縄県         | 琉球放送（RBC）           | TBS系列 | 土曜 13:30 - 14:00           | 遅れネット |

#### 過去
- 青森テレビ（ATV） - 2022年9月まで木曜 15:25 - 15:55にて放送。

### ネット配信
| 配信元                   | 更新日時            | 備考                 |
| ------------------------ | ------------------- | -------------------- |
| U-NEXT（Paraviコーナー） | 毎週日曜 14:00 更新 | 原則毎週最新話が追加 |
| TVer                     | 毎週日曜 13:30 更新 | 最新話限定で無料配信 |
| GYAO!                    | 毎週月曜 12:00 更新 | 最新話限定で無料配信 |